# Boulaide
Boulaide é uma comuna do Luxemburgo, pertence ao distrito de Diekirch e ao cantão de Wiltz.

## Demografia
Dados do censo de 15 de fevereiro de 2001:
- população total: 734
  - homens: 359
  - mulheres: 375
- densidade: 22,84 hab./km²
- distribuição por nacionalidade:

| Nacionalidade  | População | %      |
| -------------- | --------- | ------ |
| luxemburgueses | 621       | 84,60% |
| estrangeiros   | 113       | 15,40% |
| - portugueses  | 28        | 3,81%  |
| - franceses    | 1         | 0,14%  |
| - italianos    | 6         | 0,82%  |
| - belgas       | 32        | 4,36%  |
| - alemães      | 8         | 1,09%  |
| - iuguslavos   | 9         | 1,23%  |
| - outros       | 29        | 3,95%  |

- Crescimento populacional:

| Ano        | População |
| ---------- | --------- |
| 15/02/2001 | 734       |
| 01/01/2002 | 756       |
| 01/01/2003 | 772       |
| 01/01/2004 | 788       |
| 01/01/2005 | 817       |